# Theodor Volbehr

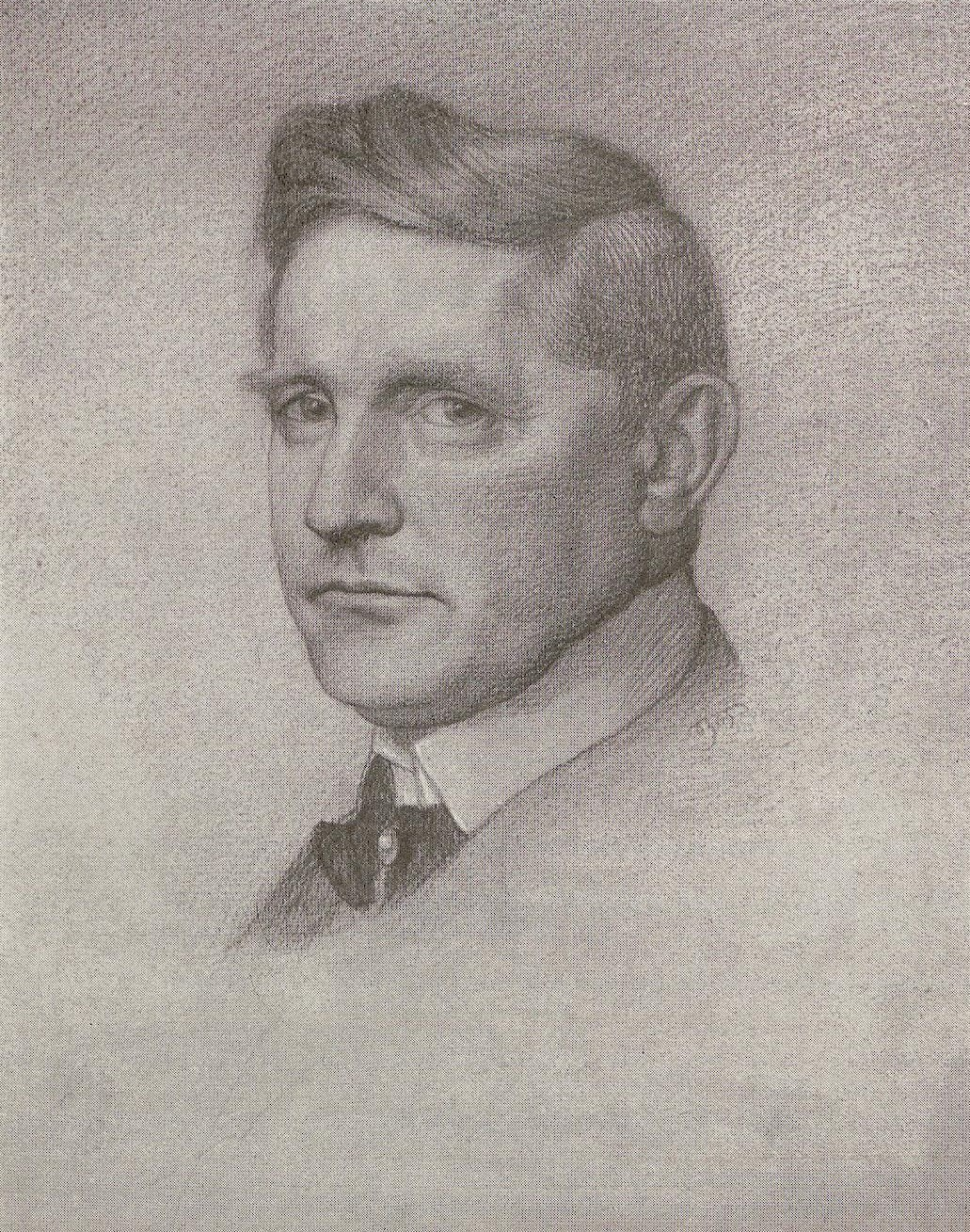
Professor Dr. Theodor Volbehr, gezeichnet von Paul Bürck

Theodor Volbehr (* 6. November 1862 in Rendsburg; † 7. August 1931 in München) war ein deutscher Kunsthistoriker und Museumsdirektor.

## Leben
Theodor Volbehr war einer der Söhne des Pädagogen Johann Heinrich Christian Volbehr. Er besuchte das Gymnasium in Schleswig und studierte sodann Kunstgeschichte an den Universitäten in Leipzig, Berlin, Paris und München. 1885 wurde er mit seiner Dissertation über den Maler Antoine Watteau zum Dr. phil. promoviert und trat 1886 seine erste Stellung als Bibliothekar im Germanischen Nationalmuseum in Nürnberg an. 

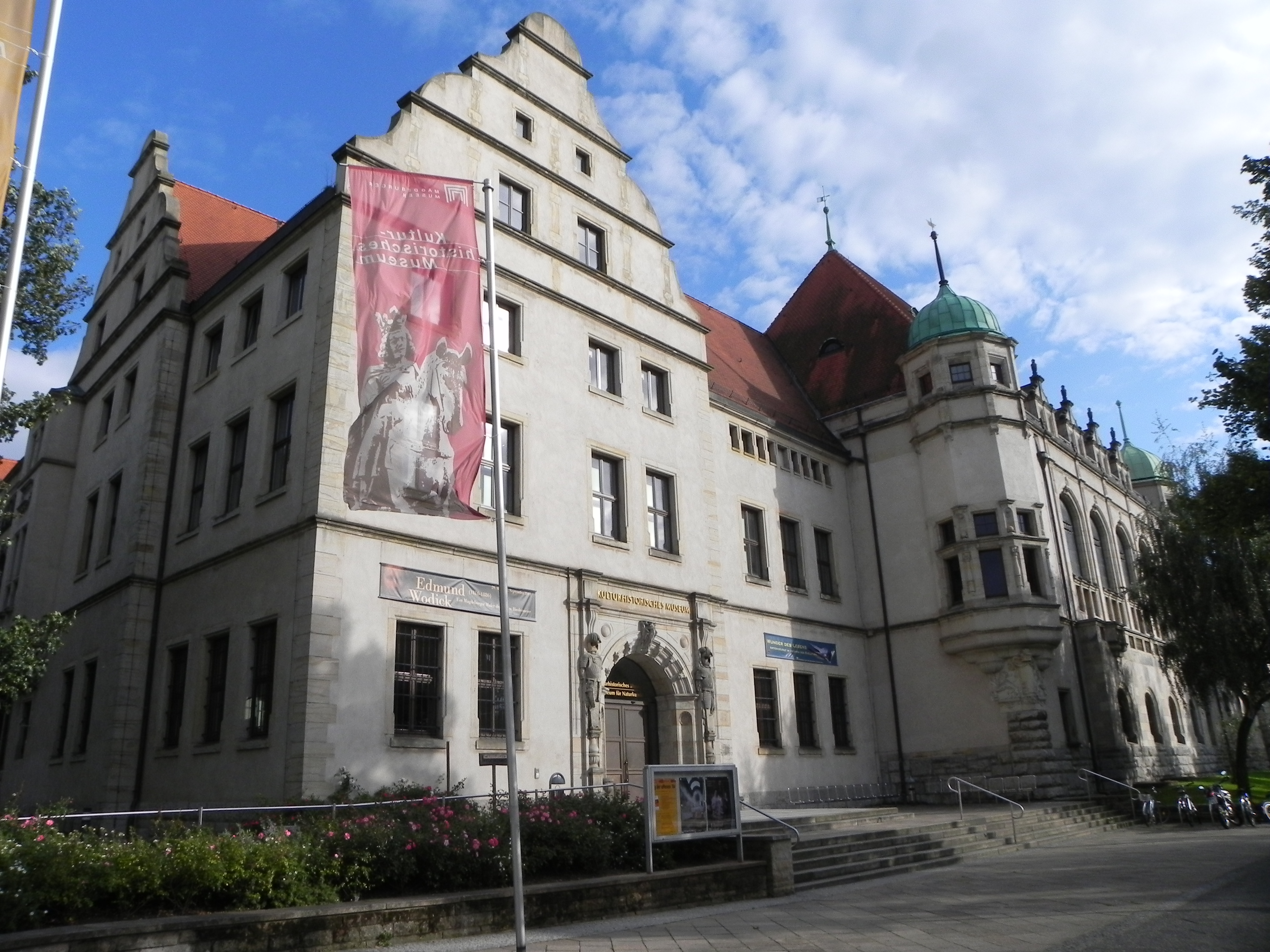
Kulturhistorisches Museum Magdeburg

1892 wurde er hauptberuflicher Vorsteher der Sammlungen des Kunstgewerbevereins in Magdeburg und dessen Schriftführer. Volbehr richtete 1893 das erste städtische Museum Magdeburgs ein und wurde 1895 dessen Leiter. 1897 gingen auch die Sammlungen des Kunstgewerbevereins als Schenkung in kommunalen Besitz über. Volbehr war 1899 bis 1908 als Nachfolger von Otto Duvigneau Erster Vorsitzender des Kunstgewerbevereins. 1906 wurde in Magdeburg der von dem Architekten Friedrich Ohmann erbaute Museumsneubau in der Otto-von-Guericke-Straße 68–73 eröffnet und Volbehr war bis zu seinem Ausscheiden 1923 als Gründungsdirektor des damaligen Kaiser-Friedrich-Museums und heutigen Kulturhistorischen Museums Magdeburg tätig. 
1917/18 gehörte er zu den Mitbegründern des Deutschen Museumsbundes.

## Schriften

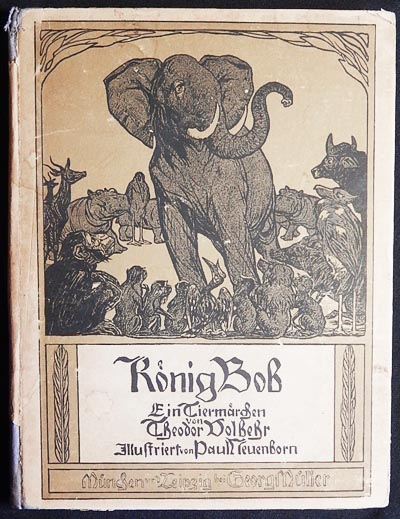
König Bob, der Elefant, 1908

- Antoine Watteau. Ein Beitrag zur Kunstgeschichte des 18. Jahrhunderts. Wolf, München 1885 (zugl. Dissertation München 1885)
- Das Verlangen nach einer neuen deutschen Kunst. 1901
- Gibt es Kunstgesetze? 1906
- Die Zukunft der deutschen Museen. 1909
- König Bob, der Elefant. Georg Müller Verlag, München 1908, illustriert durch den Tiermaler Paul Neuenborn
- Bildbetrachtung. Eine Einführung in alle Stufen des Schulunterrichts. 1922
- Vom Betrachten der Bildhauerwerke. 1929